# Obuchivka (Oblast' di Dnipropetrovs'k)
Obuchivka (in ucraino Обухівка?; in russo Обуховка?, Obuchovka), è un insediamento rurale (9137 abitanti) nel distretto di Dnipro, nell'oblast' di Dnipropetrovs'k, in Ucraina. Ospita l'amministrazione della comunità territoriale di Obuchivka, una delle comunità territoriali dell'Ucraina.
Fino al 26 gennaio 2024 Obuchivka era classificata come insediamento di tipo urbano. Da tale data è entrata in vigore una nuova legge che ha abolito questo status e Obuchivka è stata riclassificata come insediamento rurale.
Dal 1938 al 2016 ha avuto il nome di Kirovs'ke in ucraino e Kirovskoe in russo.